# Armeria juniperifolia
Armeria juniperifolia är en triftväxtart som först beskrevs av Vahl, och fick sitt nu gällande namn av Johann Centurius von Hoffmannsegg och Heinrich Friedrich Link. Armeria juniperifolia ingår i släktet triftar, och familjen triftväxter. Inga underarter finns listade i Catalogue of Life.

## Bildgalleri

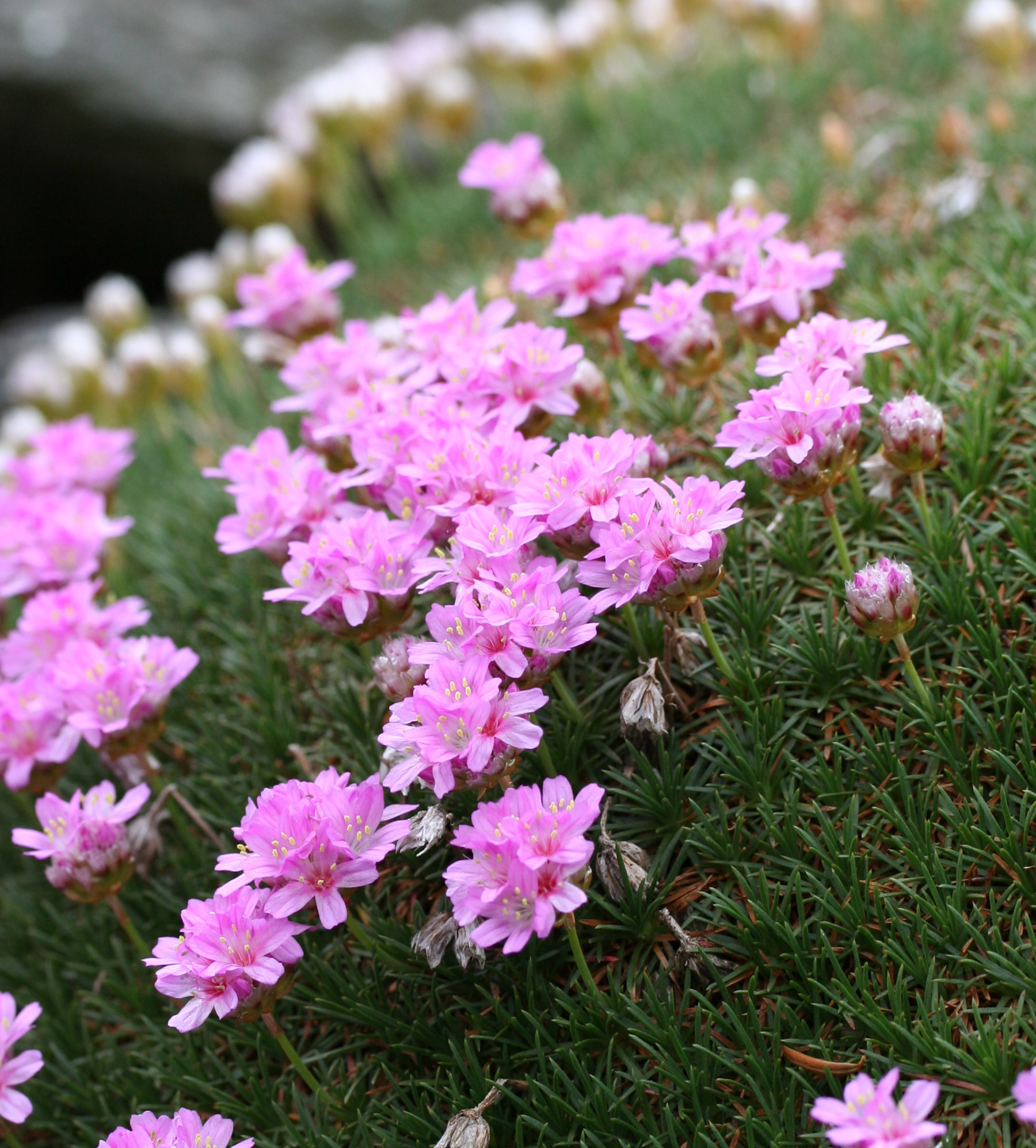